# La Souterraine
La Souterraine is een gemeente in het Franse departement Creuse (regio Nouvelle-Aquitaine). De gemeente telde 4.928 inwoners op 1 januari 2022. De plaats maakt deel uit van het arrondissement Guéret.

## Geografie
De oppervlakte van La Souterraine bedroeg op 1 januari 2022 37,07 vierkante kilometer; de bevolkingsdichtheid was toen 132,9 inwoners per km².
De onderstaande kaart toont de ligging van La Souterraine met de belangrijkste infrastructuur en aangrenzende gemeenten.

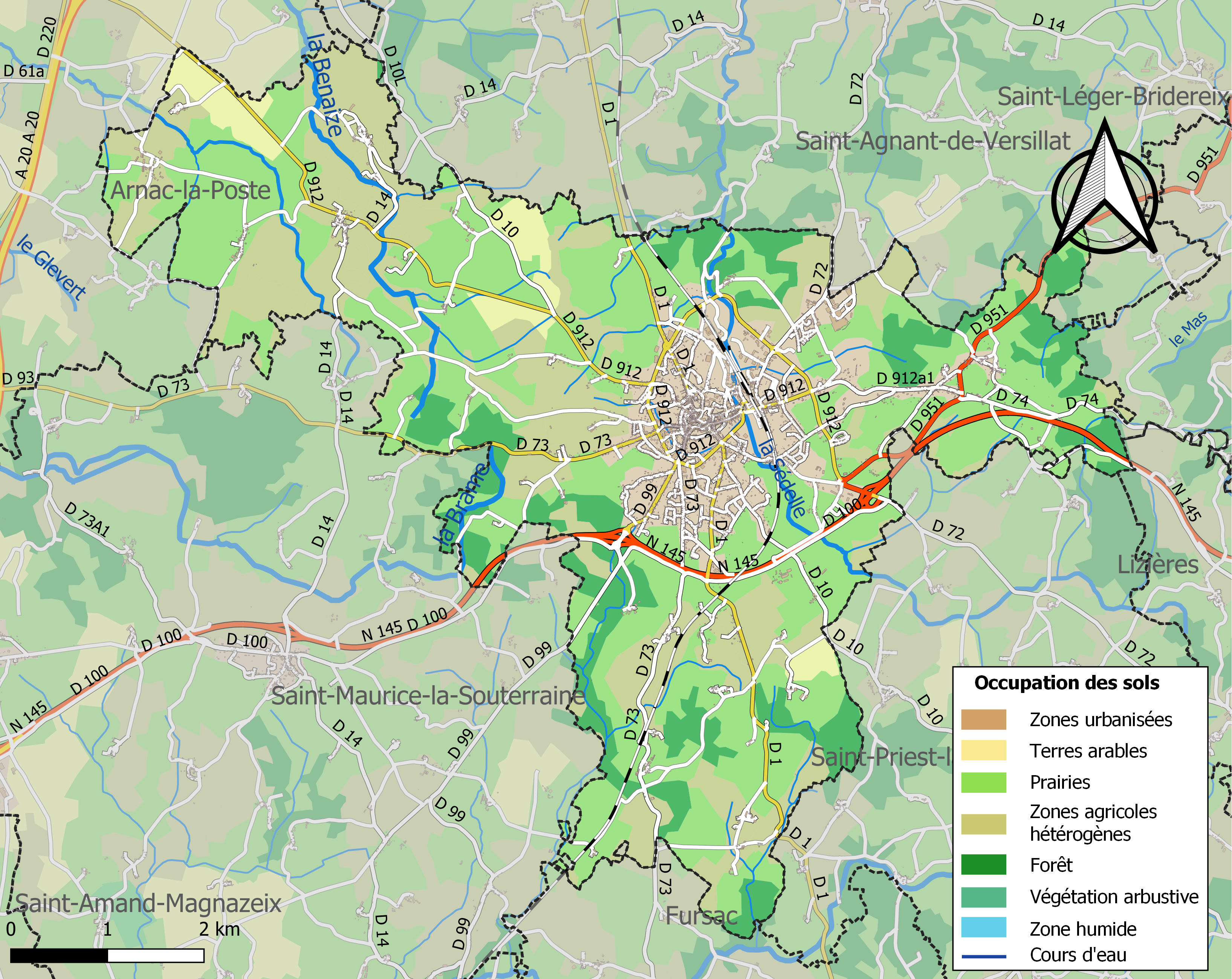

## Geschiedenis

### Bridiers
La Souterraine was al in de prehistorie bewoond en er zijn Gallo-Romeinse resten gevonden in de stad. Er was een Gallische nederzetting in Bridiers, en daar vlakbij lagen drie feodale "mottes" uit de 9e en 10e eeuw. De heerlijkheid Bridiers werd in de 12e eeuw een burggraafschap die heerste over wel 80 parochies. In 1177 werd het kasteel van Bridiers belegerd en ingenomen door het leger van Hendrik II van Engeland. Ook tijdens de Honderdjarige Oorlog, in 1356 werd het kasteel ingenomen.

### Ontstaan van La Souterraine
La Souterraine, "Sosterrania" zou genoemd zijn naar een ondergrondse Romeinse tempel waarvan nog sporen aanwezig zijn in de crypte van de kerk; maar recent is beweerd dat de naam afgeleid zou zijn van Soubrana, onder Rana, een verdwenen zijbeek van de Sédelle.
In 1015 schonk de Gérald de Crozant, heer van Bridiers, La Souterraine aan de abdij Saint-Martial van Limoges. Twee jaar later werd begonnen met de bouw van de crypte en dat wordt gezien als de stichting van de stad. Pelgrims bezochten het Mariabeeld in het reeds bestaande ondergronds heiligdom. De monniken vergrootten die tot een crypte en bouwden daarboven de huidige kerk van de Hemelvaart van Maria. Men bouwde aan de kerk van 1019 tot circa 1220. De bouw verliep moeizaam door geldgebrek en conflicten tussen de monniken en de plaatselijke bevolking.

### Stadsmuur
De stad kreeg in de 12e eeuw een eerste stadsmuur van 585 m. In de 13e eeuw werd deze muur verhoogd en versterkt. De stadsmuur telde vijf torens en minstens zes poorten, waarvan wee poorten zijn overgebleven: de Porte du Puycharraud en de Porte Saint-Jean. Tussen 1370 en 1550 werd de stadsmuur aangepast aan vernieuwde krijgstechnieken en in het zuidwesten vergroot om de nieuwe wijken van de stad te omvatten. Vanaf 1790 werd begonnen met de afbraak van de stadswallen.

## Bezienswaardigheden

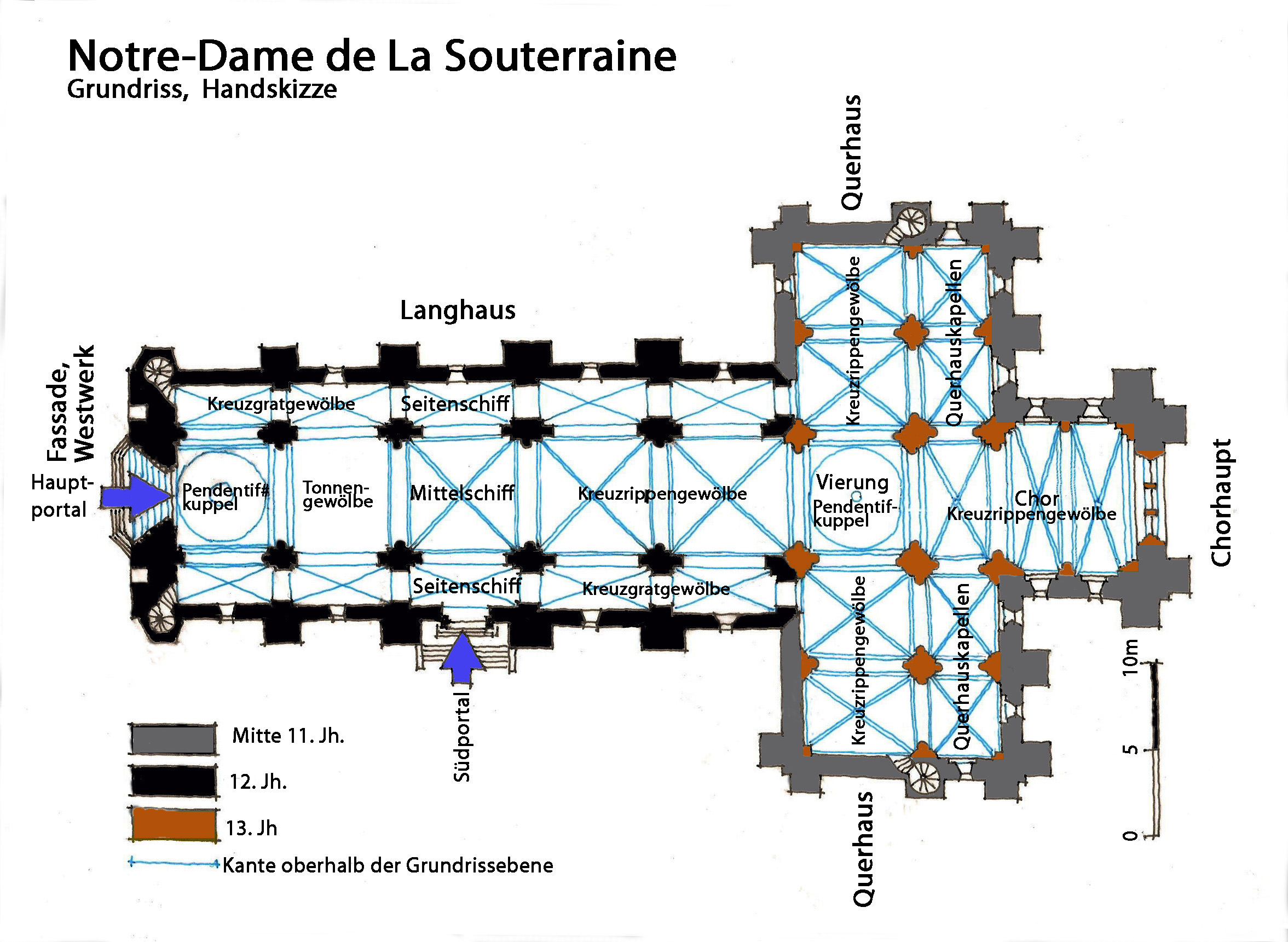
Plattegrond met de bouwgeschiedenis van de kerk Notre-Dame

De kerk Notre-Dame (église de l’Assomption-de-la-Très-Sainte-Vierge) bevat romaanse en gotische elementen: ze bevat zowel rondbogen, spitsbogen als spitsgewelven. De toren is van de 13e eeuw, de spits van de 15e en het smeedijzeren kruis erop van de 18e eeuw; nog later zijn de kleine zijtorentjes toegevoegd. Hoog op de toren is een witte steen ingemetseld. Er zijn meer kerken in de omgeving met zo'n witte steen. Volgens een traditie zou die steen de pelgrims op de weg van St. Jacob de weg wijzen, maar het zou ook een steen tegen blikseminslag kunnen zijn uit een tijd dat men aan stenen magische krachten toekende. De buitenzijde van de kerk lijkt sober, omdat graniet moeilijk te beeldhouwen valt, maar ze is versierd met 140 "modillons", gootklosjes. De kerk bevat enkele kunstschatten, waaronder een 15e-eeuws schilderij van Pieter Van Mol, een reproductie van een schilderij van Rafaël en diverse beeldhouwwerken. In het portaal treft men Arabische motieven aan, die getuigen van de invloed van de pelgrims. De kerk werd beschermd als historisch monument in 1840 en werd daarop gerestaureerd. In 2003 dreigde de kerktoren in te storten en moesten dringende herstellingswerken worden uitgevoerd. Op het kerkhof staat een 13e-eeuwse dodenlantaarn en er bevinden zich een drietal middeleeuwse pelgrimsgraven.
De Porte Saint-Jean is een rechthoekige toren van 20 m hoog; de twee hoektorentjes zijn in de 15e eeuw toegevoegd. De Porte Saint-Jean was een stadspoort en is tot 1860 als gevangenis gebruikt. De poort telt drie verdiepingen en is sinds 1920 historisch monument. In de stad staan meerdere oude huizen, sommige zelfs nog van de 13e eeuw.
De donjon van het kasteel van Bridiers bleef bewaard en werd gerestaureerd. Rond de archeologische site van het kasteel werd een middeleeuwse tuin aangelegd en worden spektakels georganiseerd.

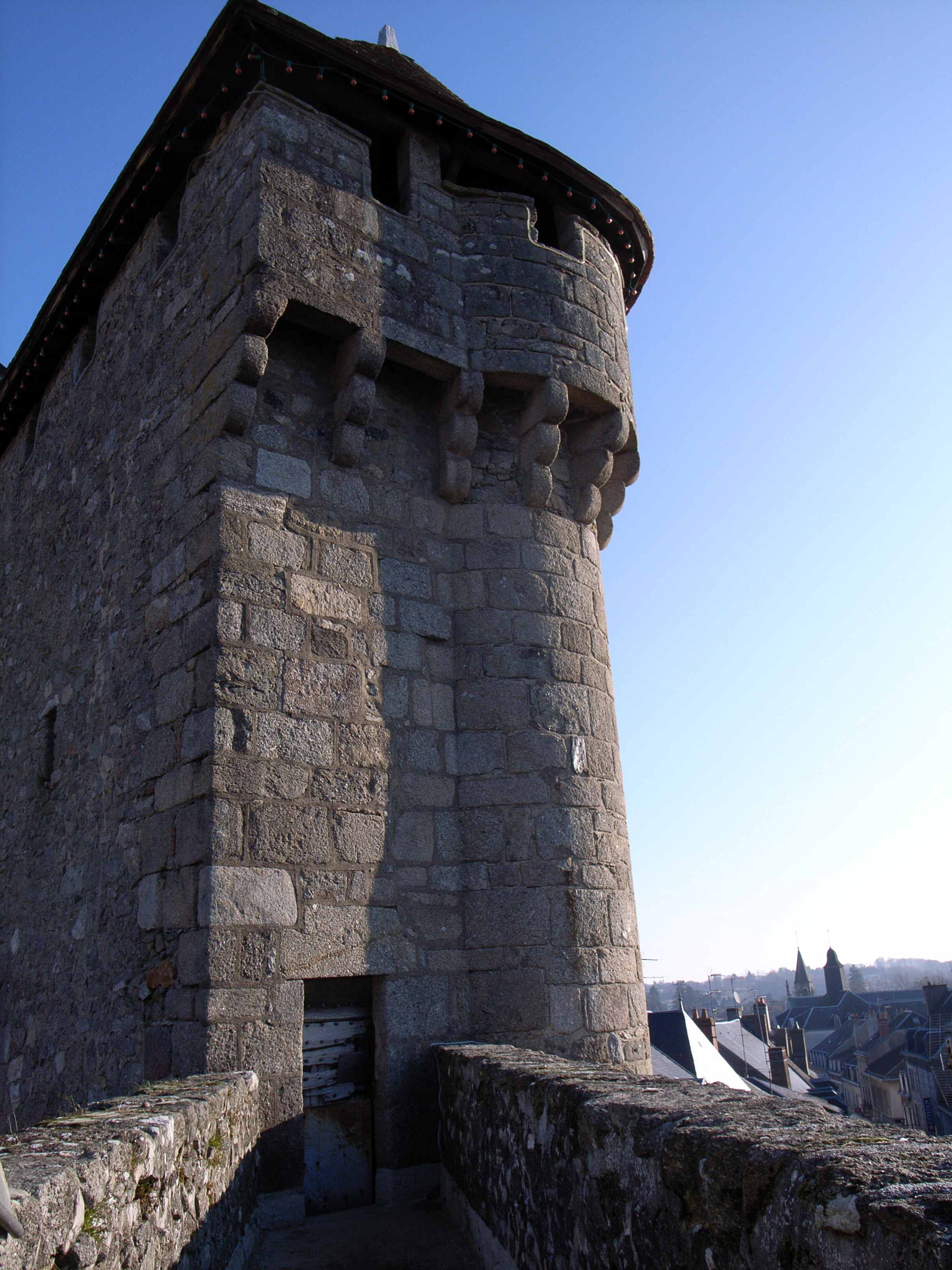
Porte Saint-Jean
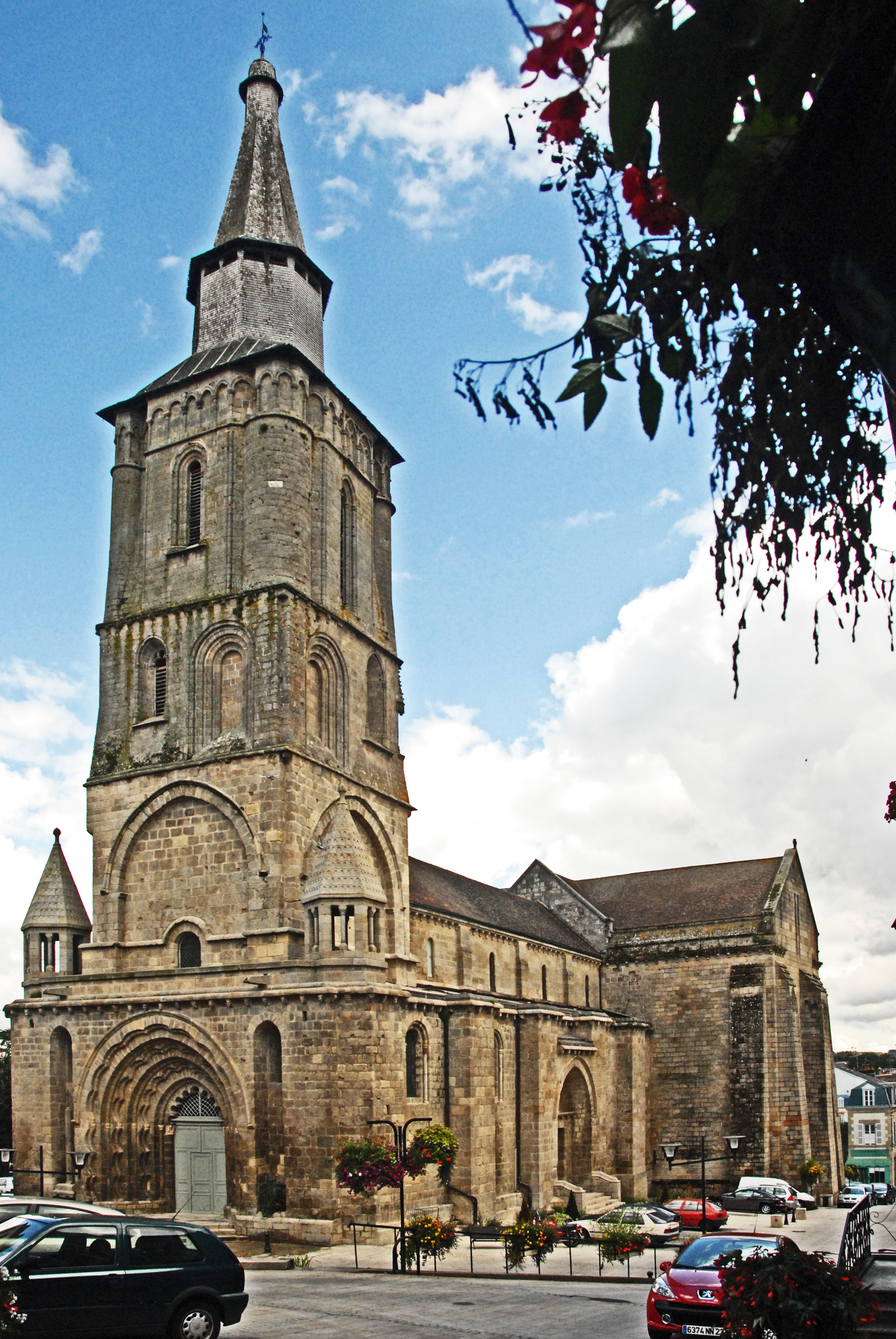
Kerk Notre-Dame
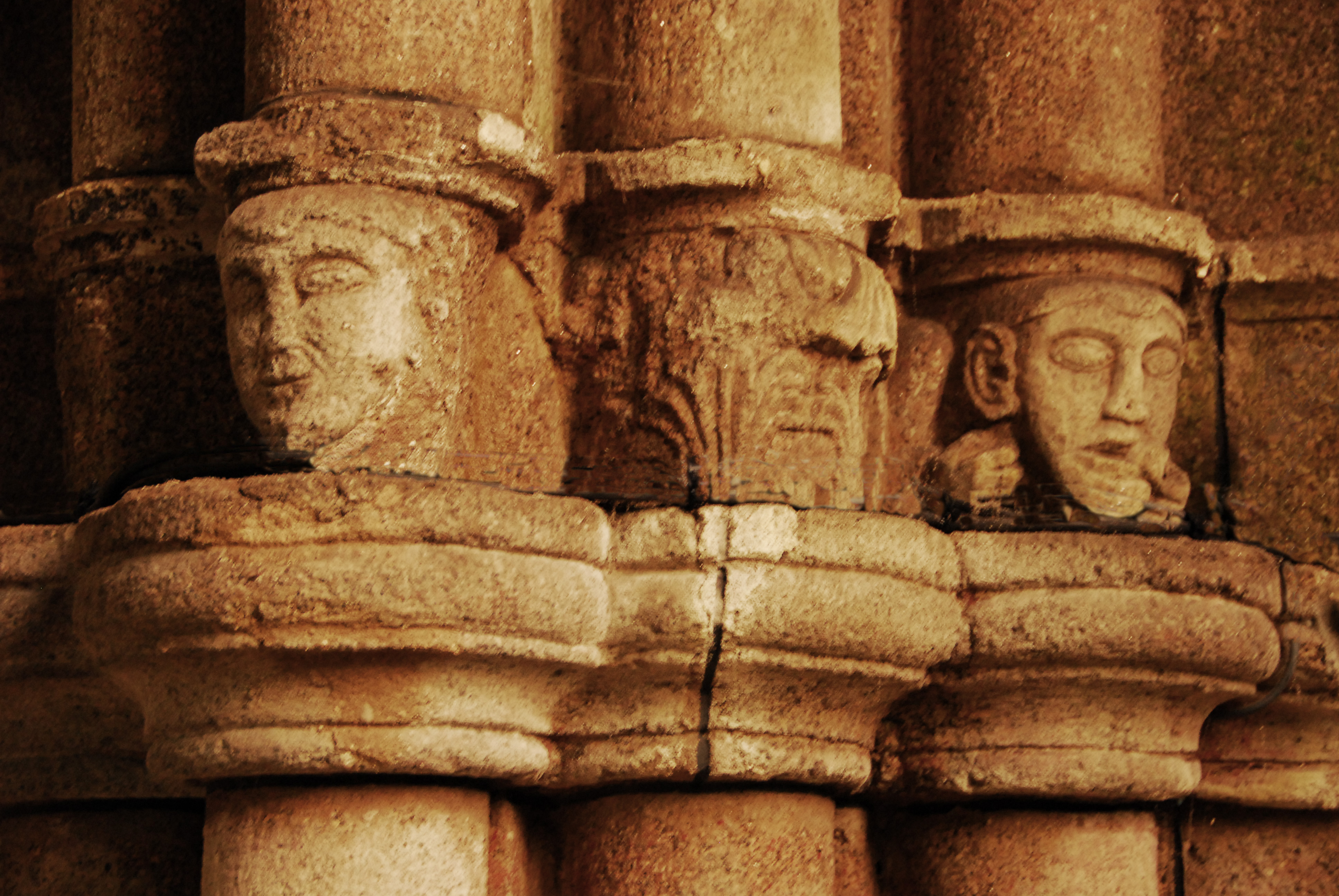
Interieur van de Notre-Dame
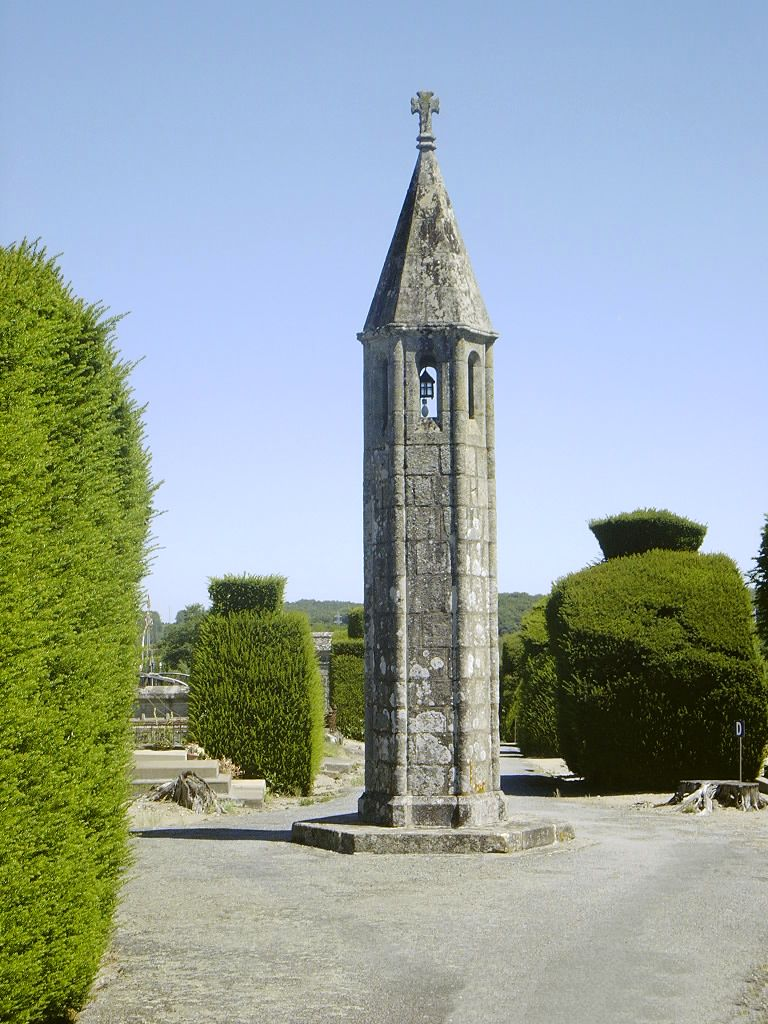
Dodenlantaarn
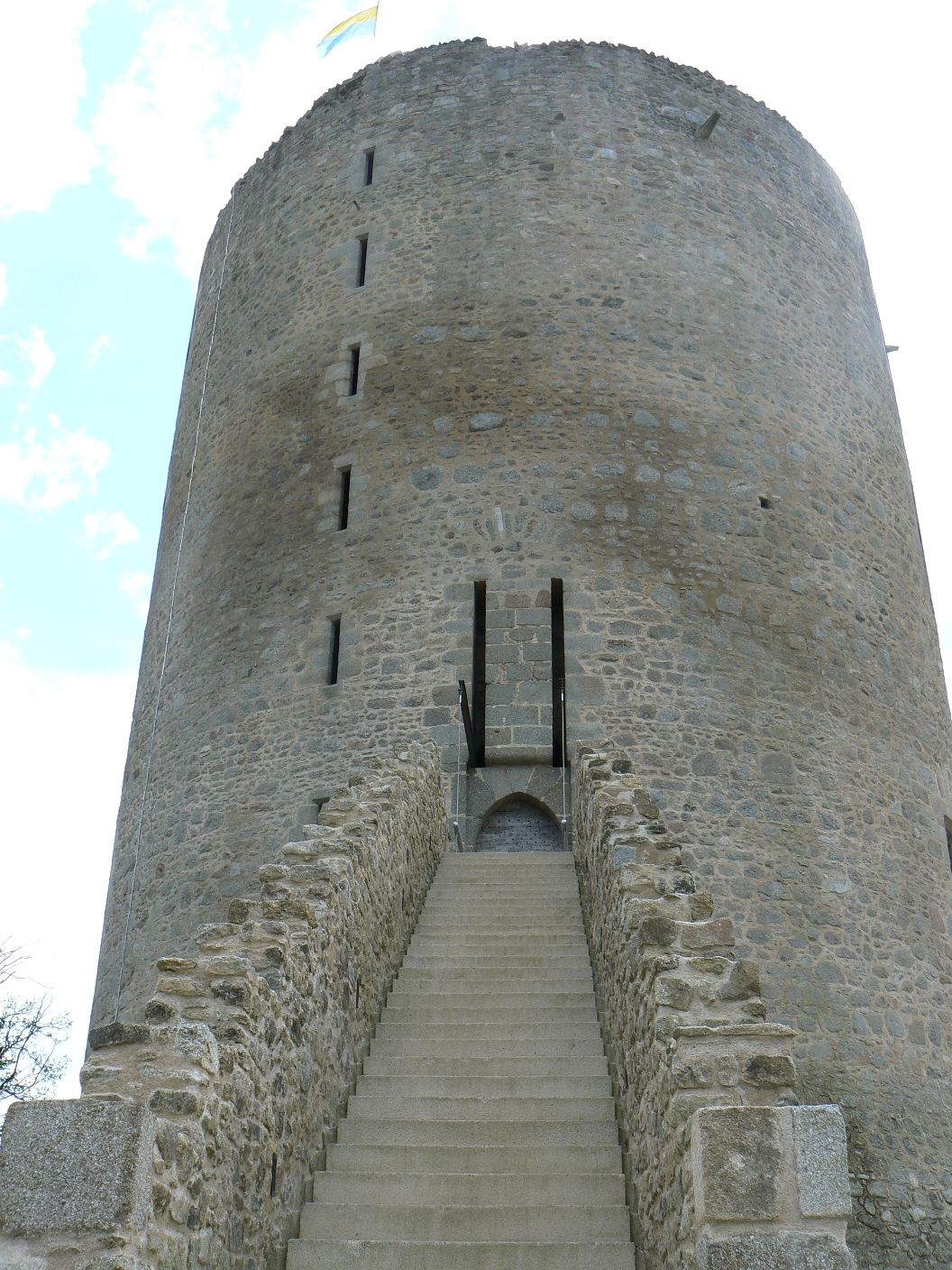
Donjon van het kasteel van Bridiers

## Verkeer
In de gemeente ligt spoorwegstation La Souterraine.

## Demografie
Onderstaande figuur toont het verloop van het inwonertal (bron: INSEE-tellingen).